# L’Épervier bleu (Natacha)
Pour les articles homonymes, voir Épervier (homonymie).
L’Épervier bleu est la vingt-septième histoire de la série Natacha de François Walthéry d'après un scénario de Sirius. Elle est publiée pour la première fois du no 3961 au no 3966 du journal Spirou et en 2014 sous forme d'album.

## Résumé
Natacha et Walter sont bloqués par la neige à New-York. Poursuivant la lecture du journal de sa grand-mère, Natacha fait revivre les aventures de son aïeule et du grand-père de Walter, à la fin des années 40 accompagnés de la petite Aïcha. Ils naviguent à bord de "L'Épervier Bleu" dans le pacifique Sud, et viennent en aide à Jane, dont Blackmoon a tué le frère pour lui dérober le plan localisant la fameuse "île aux Perles".

## Personnages
- Une nouvelle fois, la grand-mère de Natacha et le grand-père de Walter sont les personnages principaux de ce récit.
- Aïcha, une petite fille confiée à Natacha par un couple de scientifiques algériens fait partie de l'aventure.
- Miss Jane Morisson, anglaise venue rejoindre son frère sur l'île de Tutuépuri
- Blackmoon, capitaine du schooner La Bonita
- Adolf, membre d'équipage de La Bonita
- Kris, membre d'équipage de La Bonita
- Karhaoké, un canaque de l'équipage de La Bonita
- Takwakipanla, un canaque de l'équipage de La Bonita
- Frank, marin vivant en ermite sur l'île aux perles
- Jean-Louis, ami de Jane, tenancier de bar sur l'île de Tutuépuri

## Historique
- L'album est un remake[1] de L'île aux perles, une aventure de L'Épervier bleu, un personnage créé par Sirius en 1942[2]. L'histoire sera développée en triptyque, le deuxième tome s'intitule Sur les traces de L’Épervier bleu[3], un troisième et dernier tome s'intitulera Chanson d'Avril remake de l'aventure de l'épervier bleu :Les pirates de la stratosphère.

## Publication

### Revues
- L’Épervier bleu marque le retour de Natacha dans le magazine Spirou après dix-sept années d'absence. La dernière aventure de l'hôtesse de l'air à être publiée dans le magazine a été La Veuve noire[2].